# Auguste-François-Joseph Feragu
Auguste-François-Joseph Feragu, né le 24 mai 1816 à Lille et mort à Amiens le 22 octobre 1892, est un peintre français.

## Biographie
Auguste-François-Joseph Feragu est le fils de François-Joseph Feragu, officier de cavalerie et Antoinette Marie-Yvonne Oury.
Entré à l'École des Beaux-Arts en 1837, il est élève d'Abel de Pujol et Léon Cogniet.
Il épouse en 1840 Jeanne Rose Linge.
Il expose au Salon de 1841 jusqu'en 1880.
Vers 1850, il quitte Paris pour Amiens, où il est conservateur du Musée de Picardie.
Il est connu pour des décorations à la cire de plafonds, des portraits et des scènes et sa toile la plus célèbre reste L'Impératrice Eugénie visitant les cholériques de l'Hôtel-Dieu à Amiens (1866).
A Amiens en 1889, il propose un projet pour un monument commémoratif du centenaire de 1789 aux jardins du Louvre, qui n'est pas retenu. Dans Une ville idéale, Jules Verne mentionne un projet Feragu de rénovation du kiosque du mail Albert Ier à Amiens, projet abandonné dont il ne reste aucune archive. Bien que plausible, rien ne permet d'attester de la réalité de ce projet et qu'il ne s'agit pas uniquement d'un hommage de l'écrivain envers le peintre.
Il meurt à son domicile à l'âge de 76 ans.